# Luis I de la Cueva
Luis I de la Cueva (Úbeda, ca. 1450 – descampado entre Úbeda y Baeza, 1520) fue un militar castellano, titulado segundo señor de la villa de Solera, señor de las Torres de Pero Gil y de Garci Fernández, señor y pariente mayor de la Casa de la Cueva. Participó en la reconquista de diversas plazas de los reinos de Andalucía y del Reino de Navarra y fue asesinado a lanzadas por Diego de Carvajal, tercer señor de Jódar entre Úbeda y Baeza en 1520.

## Biografía
Nació en Úbeda (Jaén) en fecha desconocida, siendo primer hijo de Juan de la Cueva, primer señor de la villa y estado de Solera, y de Leonor de San Martín, hija de Rodrigo de San Martín, descendiente de los conquistadores de Úbeda y Baeza, y por ello sobrino de Beltrán de la Cueva, gran privado de Enrique IV de Castilla y primer duque de Alburquerque. Como hijo primogénito, sucedió a su padre en sus señoríos, mayorazgos y patronatos, como la capilla mayor de la iglesia de Santa María de los Reales Alcázares, donde la familia disponía de su enterramiento, o el mayorazgo fundado por su abuelo paterno, Diego Fernández de la Cueva, vizconde de Huelma.
Fue caballero de la Orden de Santiago, y al igual que su padre, regidor de Úbeda y comendador de Bedmar, Albanchez y Canena. Sirvió a los Reyes Católicos, destacando como capitán de caballos en las batallas de la guerra de Granada, participando en la tala de Laujar de Andarax, sirviendo en la rebelión de los musulmanes en las Serranías de Ronda y Villaluenga y hallándose en el combate de Velefique en el año 1501. En 1512 pasó a la conquista del Reino de Navarra, donde estuvo al frente de 300 lanzas, participando activamente en diversos conflictos.
Como señor de la Casa de la Cueva fue el jefe de su bando, eterno enemigo del bando de los Carvajal, a quien correspondía el Señorío de Jódar. Tal fue la rivalidad que ambos bandos se tenían, que en 1520, cuando Luis de la Cueva realizaba el trayecto entre Úbeda y Baeza dentro de una litera, fue atacado por Diego de Carvajal, tercer señor de dicha villa, y cien caballeros de su bando hasta que fue muerto dentro de la litera de una lanzada en la boca, sin que se sepa con exactitud quien fue el autor de la lanzada, si el propio señor o un caballero de nombre Sebastián de Baeza. Una vez enterado el bando de la Cueva de lo sucedido, acudió capitaneado por su hijo Alonso a Jódar y degolló y mató a cuantos encontraron en la villa en señal de venganza por la muerte de don Luis. Además, incendiaron varios puntos de la población, causando más de 2.000 muertos, según mantienen las crónicas.

## Matrimonio y descendencia
Contrajo matrimonio con María Manrique de Benavides, hija mayor de Juan de Benavides el Bueno, segundo señor de Jabalquinto, Almanzora, Estiviel y la Ventosilla, perteneciente a la familia del señorío de Santisteban del Puerto, y de Beatriz de Valencia, hija de Diego de Valencia, mariscal de Castilla. Fueron hijos de este matrimonio:
1. Juan de la Cueva y Benavides, tercer señor de Solera y regidor de Úbeda.
2. Manuel de la Cueva y Benavides, capitán en la jornada de Argel contra Barbarroja, donde murió como un héroe.
3. Diego de la Cueva y Benavides, que murió peleando contra los franceses en la defensa de Fuenterrabía.
4. Beltrán de la Cueva y Benavides, capitán del ejército de Italia, donde murió luchando, después de haber casado con Margarita Ladrón de Vilanova y Bobadilla, vizcondesa de Chelva.
5. Alonso de la Cueva y Benavides, primer señor de Bedmar, de quien descienden los marqueses de Bedmar.
6. Cristóbal de la Cueva y Benavides, tronco de los condes de Guadiana.
7. Francisco de la Cueva y Benavides, que también murió en la defensa de Fuenterrabía siendo joven.
8. Juana de la Cueva y Benavides, que falleció soltera y sin sucesión.
9. Francisca de la Cueva y Benavides, dama de la emperatriz Isabel de Portugal, que murió de parto en Veracruz después de haber casado con Pedro de Alvarado, conquistador y Adelantado de Guatemala, de quien no tuvo sucesión.
10. Beatriz de la Cueva y Benavides, que también fue dama de la emperatriz, y casó con su cuñado el adelantado Pedro de Alvarado cuando falleció su hermana Francisca. Murió trágicamente en el terremoto que asoló Guatemala el 11 de septiembre de 1541.
11. Leonor de la Cueva y Benavides, murió joven en Guadix, recién casada con Pedro de Bazán y Guzmán, segundo señor de Villanueva de las Torres, hijo de un segundón del vizcondado de Palacios de la Valduerna.
12. Isabel de la Cueva y Benavides, que murió de joven.
13. Mayor de la Cueva y Benavides, que murió de niña.
14. María de la Cueva y Benavides, que también murió de niña.